# Nilabborrfiskar
Nilabborrfiskar var tidigare det svenska trivialnamnet för familjen Centropomidae som ingår i underordningen abborrlika fiskar (Percoidei).
Släkten med nordafrikanska arter flyttades 2011 till den nya familjen Latidae. Därför utgör beteckningen Nilabborrfiskar för familjen Centropomidae ett syftningsfel.